# Affaires d'États
Affaires d'États (The State Within) est une mini-série britannique en sept épisodes de 52 minutes, créée par Lizzie Mickery et Daniel Percival, et diffusée entre le 2 novembre et le 7 décembre 2006 sur BBC One.
En France, le premier épisode a été diffusé le 10 avril 2008 sur Série Club dans les Screenings 2008, et au Québec à partir du 27 octobre 2009 à Télé-Québec. Elle reste inédite dans les autres pays francophones.

## Synopsis
Cette mini-série traite d'un vaste complot politique destiné à impliquer les gouvernements des États-Unis et de la Grande-Bretagne dans le déclenchement d'une guerre en Asie centrale.

## Distribution

### Acteurs principaux
- Jason Isaacs (VFB : Lionel Bourguet) : Sir Mark Brydon
- Ben Daniels (VFB : David Manet) : Nicholas Brocklehurst
- Eva Birthistle (VFB : Guylène Guibert) : Jane Lavery
- Genevieve O'Reilly (VFB : Nathalie Hons) : Caroline Hanley
- Sharon Gless (VFB : Francine Laffineuse) : Lynne Warner
- Noam Jenkins (VFB : Christophe Hespel) : Christopher Styles

### Acteurs secondaires
- Ted Whittall (en) (VFB : Raphaël Anciaux) : Gordon Adair
- Nigel Bennett (VFB : Franck Dacquin) : Colonel Charles McIntire
- Alex Jennings (VFB : Laurent Vernin) : James Sinclair
- Aaron Abrams (VFB : Bruno Mullenaerts) : Matthew Weiss
- Emma Campbell (VFB : Marcha Van Boven) : Sally Davis
- Rahnuma Panthaky (VFB : Dominique Wagner) : Nasreen Qureshi
- Louca Tassone (VF : Stéphane Flamand) : Azzam Sinclair
- Roman Podhora (VF : Patrick Waleffe) : Vernon
- Michael Rhoades (VF : Erwin Grunspan) : Gary Pritchard
- Lennie James (VFB : Olivier Cuvelier) : Luke Gardner
- Ron Lea (VF : Daniel Nicodème) : Carl Garcia
- Anita Carey (en) (VFB : Laurence César) : Mme Gardner
- Neil Pearson (en) : Phil Lonsdale
- Marnie McPhail : George Blake

- Version française
  - Société de doublage : Dubbing Brothers Belgique[2]
  - Direction artistique : Laurent Vernin[2]
  - Adaptation des dialogues : François Dubuc et Véronique Tzéréthéli[2]
  - Mixage : Marc Lacroix[2]

Source VF : Doublage Séries Database

## Épisodes
1. L'Attentat (Épisode 1)
2. Droits bafoués (Épisode 2)
3. Actes manqués (Épisode 3)
4. Luttes d'influences (Épisode 4)
5. Ultimatum (Épisode 5)
6. Traques (Épisode 6)
7. Compte à rebours (Épisode 7)